# Attischer Kalender
Der attische Kalender war der im antiken Athen gebräuchliche Lunisolarkalender. Es ist der präziseste überlieferte Kalender der Poleis des antiken Griechenland.

## Attisches Jahr
Zahlreiche Texte belegen, dass alexandrinische Aufzeichnungen bezüglich der tatsächlichen Mondphasen nicht im Einklang mit dem bürgerlichen attischen Kalender standen. Die in den Quellen genannten Monatsnamen des attischen Kalenders verweisen daher wahrscheinlich auf einen zusätzlichen attischen Mondkalender. Die im Zusammenhang des kallippischen Zyklus protokollierten Monddaten weichen ebenfalls vom bürgerlichen Normalkalender ab; beispielsweise datierte im Jahr 283 v. Chr. der 1. Anthesterion, gleichgesetzt mit dem 22. und 23. Achet III im ägyptischen Kalender, vom Abend des 22. bis Sonnenuntergang des 23. Januarsjul., obwohl das Neulicht in Athen erst nach Sonnenuntergang des 23. Januarsjul. sichtbar war.

### Normaljahr
Das Jahr begann mit dem ersten Neulicht nach der Sommersonnenwende. Jeder der zwölf Monate eines Normaljahres umfasste rechnerisch in Anlehnung an die Mondphasen jeweils 29 oder 30 Tage, wobei die Tage eines Monats formal in drei Dekaden zu zehn Tagen gezählt wurden. Der jeweilige Monatstag begann nach Sonnenuntergang, der erste Monatstag fiel immer auf den ersten Neulichtabend. Der Neumond lag damit auf dem letzten oder vorletzten Tag des Monats.
In Monaten mit 29 Tagen wurde in der dritten Dekade ein Tag ausgelassen. Die Tage innerhalb einer Dekade wurden durchgezählt. Der letzte Tag wurde immer – auch in Monaten mit 29 Tagen – der dreißigste genannt. In der dritten Dekade wurden die Tage gelegentlich auch rückwärts gezählt.

### Schaltjahr
Da ein Mondjahr mit zwölf Monaten im Durchschnitt nur eine Länge von etwas mehr als 354 Tagen aufweist und die Jahreslänge dem Sonnenjahr entsprechen sollte, wurde gelegentlich – zumeist im Winter – nach dem Monat Poseideon der Schaltmonat Zweiter Poseideon (daher auch die Bezeichnung kat archonta im Gegensatz zu kata theon, der Berechnung nach dem „natürlichen Kalender“) eingefügt. Aus diesem Grund wird vermutet, dass ursprünglich der attische Jahresanfang im Winter lag und der zweite Poseideon am Jahresende angefügt wurde.
Allerdings sind auch Jahre belegt, in denen der Schaltmonat an anderer Stelle eingefügt wurde. Zudem wurden auch einzelne Schalttage eingefügt. Die ungleichmäßige Schaltung konnte dazu dienen, vorher entstandene Abweichungen des Kalenders zu bereinigen.

### Monatsnamen
1. Hekatombaion (Ἑκατομβαιών, Juli–August)
2. Metageitnion (Μεταγειτνιών, August–September)
3. Boëdromion (Βοηδρομιών, September–Oktober)
4. Pyanopsion (Πυανοψιών, Oktober–November)
5. Maimakterion (Μαιμακτηριών, November–Dezember)
6. Poseideon (Ποσειδεών, Dezember–Januar), auch als Schaltmonat
7. Gamelion (Γαμηλιών, Januar–Februar)
8. Anthesterion (Ἀνθεστηριών, Februar–März)
9. Elaphebolion (Ἐλαφηβολιών, März–April)
10. Munichion (Μουνυχιών, April–Mai)
11. Thargelion (Θαργηλιών, Mai–Juni)
12. Skirophorion (Σκιροφοριών, Juni–Juli)

### Jahreszählung
Der attische Kalender diente vorwiegend der Datumsrechnung innerhalb des Jahres. Er sah keine Nummerierung der Jahre vor, wie wir sie heute kennen. Die Angabe des Jahres geschah durch Beifügung des Namens des amtierenden Archon eponymos. Eine Jahresangabe lautete also „im Jahr als X Archon war“. Damit konnte einige Generationen in die Vergangenheit, aber nicht in die Zukunft datiert werden. Da die Liste der athenischen Archonten größtenteils überliefert wurde, ist es heute möglich, so Texte genau zu datieren. So steht auf der Parischen Chronik, dass sie im Jahre als Diognetos Archon in Athen war – also im Jahre 264/3 v. Chr. verfasst wurde.
Da der Kalender nur lokal in Athen eingesetzt wurde, war es damit nicht möglich, Zeiten und Daten „international“, also im ganzen Griechenland, verständlich und nachvollziehbar niederzuschreiben. Dazu wurde ums Jahr 310 v. Chr. von Timaios von Tauromenion die Olympiade als gesamtgriechische Zeitrechnung eingeführt. Diese vier Jahre umfassende Zeitspanne wurde in der Geschichtsschreibung Griechenlands fortan verwendet. Die erste Olympiade beginnt 776 v. Chr.

## Feste
Es gab zahlreiche Feste im attischen Jahr. Die bedeutendsten waren Panathenaia, Aphrodisia, die eleusinischen Mysterien, Kallynteria und Olympia.

## Oktaeteris

### Einfache Oktaeteris
Schon ab etwa 800 v. Chr. fand die Oktaeteris (von altgriechisch ὀκτώ = acht) Verwendung. Es handelt sich hierbei um einen Achtjahres-Zyklus, bei dem jeweils im dritten, fünften und achten Jahr ein Schaltmonat von 30 Tagen eingefügt wird. Dieser Zyklus von 99 Monaten beziehungsweise 2922 Tagen entspricht einer Monatslänge von 29,51515 Tagen und einer Jahreslänge von 365,25 Tagen.
Dieser Zeitraum kam somit der tatsächlichen Jahreslänge sehr nahe. Der Mondzyklus geriet jedoch um etwa eineinhalb Tage aus dem Takt, weshalb in regelmäßigen Abständen Schalttage eingefügt werden mussten, die die Abweichung von der Jahreslänge vergrößerten. Jener Zyklus wird auch Ennaeteris (von altgr. ἐννέα = neun) genannt, weil sich das Jahr im neunten Jahr erneuerte.

### Doppelte Oktaeteris
Aus der Oktaeteris entwickelte sich eine sechzehnjährige Periode, die in der Fachliteratur auch manchmal Hekkaidekaeteris genannt wird. Sie entspricht der Verdoppelung der achtjährigen Periode und enthält noch drei weitere Schalttage. Es ergeben sich 198 Monate mit einer Gesamtlänge von 5847 Tagen, eine durchschnittliche Monatslänge von 29,5303 Tagen und eine durchschnittliche Jahreslänge von 365,4375 Tagen.
Letztere ist bezüglich der julianischen Jahreslänge von 365,25 Tagen überhöht, weshalb sich die so genannten Epakten nach sechzehn Jahren um jeweils drei Tage verschieben. Um mit der durchschnittlichen julianischen Jahreslänge in Übereinstimmung zu kommen, wurde nach je zehn Zyklen, also 160 Jahren, ein Schaltmonat [3x10=30] ausgelassen. Die taggenaue Übereinstimmung mit der durchschnittlichen julianischen Jahreslänge war somit erreicht. 

### Zusammenfassung
| Name                | Jahre | Jahre | Jahre | Monate | Monate | Monate | Tage  | Tage  | Tage  | Mittlere Jahreslänge | Mittlere Jahreslänge | Mittlere Jahreslänge | Mittlere Monatslänge | Mittlere Monatslänge | Mittlere Monatslänge |
| ------------------- | ----- | ----- | ----- | ------ | ------ | ------ | ----- | ----- | ----- | -------------------- | -------------------- | -------------------- | -------------------- | -------------------- | -------------------- |
| Oktaeteris          | 8     | 8     | 8     | 99     | 99     | 99     | 2922  | 2922  | 2922  | 365,25               | 365,25               | 365,25               | 29,51515             | 29,51515             | 29,51515             |
| 16-jähriger Zyklus  | 16    | 16    | 16    | 198    | 198    | 198    | 5847  | 5847  | 5847  | 365,4375             | 365,4375             | 365,4375             | 29,5303              | 29,5303              | 29,5303              |
| 160-jähriger Zyklus | 160   | 160   | 160   | 1979   | 1979   | 1979   | 58440 | 58440 | 58440 | 365,25               | 365,25               | 365,25               | 29,5301              | 29,5301              | 29,5301              |
| Werte im Jahr 2000  | -     | -     | -     | -      | -      | -      | -     | -     | -     | 365,24219052         | 365,24219052         | 365,24219052         | 29,53059             | 29,53059             | 29,53059             |